# Gynoplistia recurvata
Gynoplistia recurvata là một loài ruồi trong họ Limoniidae. Chúng phân bố ở miền Australasia.